# 太陽酒造
太陽酒造株式会社（たいようしゅぞう）は兵庫県明石市大久保町にある日本酒の蔵元である。
播磨南東部は良質な米と水に恵まれ、江戸時代初期より酒造りが行われている。明石は、神戸の「灘」に対して「西灘」と呼ばれ、300年以上の歴史がある酒どころで、酒造業を営む蔵元が多く存在した。2019年現在は、市内に酒蔵を持つのは6事業所となった。

## 沿革
- 1839年（天保10年）創業、田中利助が江井島にて創業する。
- 1958年（昭和33年）12月11日より太陽酒造株式会社となる。

## 特徴
醸造の全量に兵庫県産の山田錦を使い、濾過しない（無濾過）、火入れもしない（生酒）、加水もしない「濃酵辛口」。古来より伝承された手作業で醸造した、国内でも希少な純米吟醸以上の高級酒で全量原酒である。手間暇かけた酒は濃厚で、無濾過生原酒であるため店頭での試飲は一切行っていない。そのため、当蔵の酒を広く知ってもらうために、5月から10月末（8月はお休み）第一／最終の金曜日と土曜日に有料で試飲会を行っている。

## 商品
- 純米大吟醸「赤石」
- 純米吟醸「赤石」
- 純米「神稲」（くましね）
- 天狗松
- 純米「たれくち」
- 「おり酒」
- 秘蔵酒 純米「太陽」
- 吟ゆず
- 太陽の梅酒
- 太陽の生姜酒
- 太陽の手造り甘酒

## アクセス
- 山陽電車「江井ヶ島駅」から南へ徒歩3分。
- ＪＲ駅（大久保駅・魚住駅）からは「Tacoバス」を利用。
  - 停留所は「江井島サービスコーナー北」。
- 車なら、兵庫県道380号と兵庫県道718号が交差する「江井島」交差点から南に約240m。

## 同名の酒造会社
- 太陽酒造ホームページ.長崎県東彼杵郡東彼杵町蔵本郷1859。

## 明石市内にある蔵元
- 明石市内にある蔵元の一覧[3]。

| 名柄名 | 会社名               | 郵便番号 | 住 所              |
| ------ | -------------------- | -------- | ------------------ |
| 明石鯛 | 明石酒類醸造株式会社 | 673-0871 | 大蔵八幡町1-3      |
| 来楽   | 茨木酒造合名会社     | 674-0084 | 魚住町西岡1377     |
| 神鷹   | 江井ヶ嶋酒造株式会社 | 674-0065 | 大久保町西島919    |
| 大和鶴 | 大和酒造株式会社     | 674-0065 | 大久保町西島1063-2 |
| 空乃鶴 | 西海酒造株式会社     | 674-0071 | 魚住町金ヶ崎1350   |
| 赤石   | 太陽酒造株式会社     | 674-0064 | 大久保町江井島789  |